# قیاس مع‌الفارق
مغالطه تمثیل ناروا یا مقایسه نادرست یا قیاس مع‌الفارق وقتی روی می‌دهد که شخصی در هنگام استدلال از شباهت‌های آشکار و مشخص دو چیز به یکدیگر، شباهت‌های دیگری را نتیجه‌گیری کند؛ در حالی که این شباهت‌ها نامعلوم بوده و نیاز به بررسی و اثبات دارند. مغالطه تمثیل نوعی استدلال استقرایی است. در استدلال استقرایی، مقدمات استدلال از نتیجه به صورت محتمل پشتیبانی می‌کنند. به بیانی ساده مقایسه نادرست یعنی سرایت حکم یک امر به امر دیگر بدون اینکه شباهت کاملی میان آن‌ها وجود داشته باشد. در منطق به مقایسه، تمثیل گفته می‌شود.
یکی از معروف‌ترین مغالطه‌های شناخته شده در این زمینه تمثیل ساعت‌ساز در کتاب الهیات طبیعی نوشتهٔ ویلیام پیلی است. او ادعا می‌کند همان‌طور که یک ساعت پیچیده که با نظم کار می‌کند، سازنده‌ای هوشمند دارد، پس این جهان و موجودات زنده با ساختارهای پیچیده و منظم هم سازنده‌ای دارند. ریچارد داوکینز در کتاب ساعت‌ساز نابینا استدلال او را رد می‌کند.

## الگوی منطقی
P و Q ویژگی‌های مشترک و شبیه به هم a و b و c را دارند.
بر اساس آزمایش و مشاهده مشخص شده است که P ویژگی x را دارد.
در نتیجه Q هم ویژگی x را دارد.

## مثال
- یک بار معاون رئیس‌جمهور آمریکا گفت: «من هیچ وقت با رئیس‌جمهور مشاجره نمی‌کنم؛ زیرا نباید با بازیکن خط حمله بحث کرد.»

در حقیقت، مغالطه تمثیل بالا بر اساس مقایسه و مانند کردن دولت به یک تیم فوتبال شکل گرفته است. در اینجا، معاون رئیس‌جمهور نقش رئیس‌جمهور را چون بازیکن خط حمله دانسته است. در مثال بالا، از شباهت‌های بین دولت و تیم فوتبال نتیجه گرفته شده که همان‌طور که مشاجره با بازیکن خط حمله و گلزن تیم در حین بازی باعث تضعیف تیم می‌شود، مشاجره و جر و بحث با رئیس‌جمهور و نقد کارهای او تا زمانی که در مصدر امور قرار دارد، باعث تضعیف فعالیت‌های دولت می‌شود. علّت مغالطه بودن استدلال فوق این است که اعضای دولت، برخلاف بازیکنان تیم فوتبال فرصت زیادی برای شنیدن تذکرات و انتقادات دارند. اگرچه ممکن است مشاجره با بازیکن خط حمله برای تیم فوتبال مضر باشد ولی نقد کارهای رئیس‌جمهور می‌تواند نقش مفیدی در اتخاذ سیاست‌های بهتر ایفا کند.
- دولت هم مانند یک خانواده است و نمی‌تواند بیشتر از درآمدش خرج کند.

این تشابه درست نیست، زیرا دولت تسلطی بر نظام اقتصادی دارد که خانواده ندارد. دولت می‌تواند نرخ سود قرض‌هایش را در یک سیاست پولی تغییر دهد یا اینکه اسکناس چاپ کند.
- صرف کردن هزینه‌های فراوان برای مراقبت‌های درمانی از سالخوردگان مانند تلف کردن مال برای یک خودروی فرسوده است. ماشینی را که فرسوده می‌شود، باید دور انداخت.

این تشابه درست نیست؛ زیرا انسان‌ها برخلاف خودروها ابزاری‌هایی نیستند که با از کار افتادن دورانداختنی باشند. همچنین ناتوانی جسمی را همیشه نمی‌توان از کار افتادگی تلقی کرد.
- همان‌طور که یک هواپیما با این همه پیچیدگی و شگفتی سازنده‌ای دارد، پس این جهان پیچیده و شگفت‌انگیز نیز سازنده‌ای دارد.
- همان‌طور که در بین میوه‌های فاسد یک درخت آفت‌زده نمی‌توان انتظار رشد میوه‌ای سالم را داشت، در خانواده‌ای فاسد هم نمی‌توان انتظار رشد فردی صالح و درستکار را داشت.
- همان‌طور که بچه‌ای صغیر به سرپرست و ولی قهری نیاز دارد، مردم نیز به سرپرست و ولی قهری نیاز دارند.
- همان‌طور که کباب با چرخیدن پخته و کامل می‌شود، انسان نیز با سیر و سفر پخته و کامل می‌شود.